# Creme Puff
Creme Puff (geboren am 3. August 1967 in Austin, Texas; gestorben am 6. August 2005 ebenda) war eine US-amerikanische Hauskatze, die 2005 im Alter von 38 Jahren und drei Tagen starb. Damit war sie laut dem Guinness-Buch der Rekorde bis zu ihrem Tod die älteste bekannte Katze.

## Leben
Creme Puff lebte bei seinem Halter Jake Perry in Austin, Texas. Ihm gehörte auch Granpa, die seinen Angaben zufolge 1964 in Paris (Texas) geboren war und mit 34 Jahren und 2 Monaten starb und der vorige Rekordhalter war.  Beide Katzen übertrafen die Lebenserwartung einer normalen Hauskatze (15–20 Jahre) um mehr als das Doppelte. In einigen Publikationen wird eine seltsam anmutende Diät, bestehend aus Speck, Eiern, Brokkoli und Spargel sowie Kaffee mit Sahne, für das lange Leben verantwortlich gemacht.